# Larisa Mijalchenko
Larisa Mikhalchenko (Leópolis, Ucrania, 16 de mayo de 1963) fue una atleta ucraniana que representó a la Unión Soviética, especializada en la prueba de lanzamiento de disco en la que llegó a ser campeona mundial en 1991.

## Carrera deportiva
En el Mundial de Tokio 1991 ganó la medalla de bronce en el lanzamiento de disco, con una marca de 68.26 metros, tras la búlgara Tsvetanka Khristova y la alemana Ilke Wyludda.